# Сідаргерст (Нью-Йорк)
Сідаргерст (англ. Cedarhurst) — селище (англ. village) в США, в окрузі Нассау штату Нью-Йорк. Населення — 7374 особи (2020).

## Географія
Сідаргерст розташований за координатами 40°37′31″ пн. ш. 73°43′40″ зх. д. / 40.62528° пн. ш. 73.72778° зх. д. (40.625204, -73.727833).  За даними Бюро перепису населення США в 2010 році селище мало площу 1,75 км², уся площа — суходіл.

## Демографія
Згідно з переписом 2010 року, у селищі мешкали 6592 особи в 2242 домогосподарствах у складі 1629 родин. Густота населення становила 3771 особа/км².  Було 2375 помешкань (1359/км²).
Расовий склад населення:
| - 87,8 % — білих - 3,6 % — азіатів - 2,2 % — чорних або афроамериканців - 5,2 % — осіб інших рас |

До двох чи більше рас належало 1,1 %. Частка іспаномовних становила 10,7 % від усіх жителів.
За віковим діапазоном населення розподілялося таким чином: 29,2 % — особи молодші 18 років, 54,4 % — особи у віці 18—64 років, 16,4 % — особи у віці 65 років та старші. Медіана віку мешканця становила 35,8 року. На 100 осіб жіночої статі у селищі припадало 93,8 чоловіків;  на 100 жінок у віці від 18 років та старших — 88,9 чоловіків також старших 18 років.
Середній дохід на одне домашнє господарство  становив 108 799 доларів США (медіана — 88 913), а середній дохід на одну сім'ю — 126 704 долари (медіана — 100 978). Медіана доходів становила 52 270 доларів для чоловіків та 53 382 долари для жінок. За межею бідності перебувало 6,3 % осіб, у тому числі 6,5 % дітей у віці до 18 років та 2,0 % осіб у віці 65 років та старших.
Цивільне працевлаштоване населення становило 2954 особи. Основні галузі зайнятості: освіта, охорона здоров'я та соціальна допомога — 21,7 %, роздрібна торгівля — 17,3 %, будівництво — 13,8 %, науковці, спеціалісти, менеджери — 12,9 %.